# Mistrzostwa Świata Juniorów w Narciarstwie Dowolnym i Snowboardzie 2022
5. Mistrzostwa Świata Juniorów w Narciarstwie Dowolnym i Snowboardzie – zawody juniorów w narciarstwie dowolnym i snowboardzie, które odbyły się w dniach 8 marca – 2 kwietnia 2022 roku we włoskiej miejscowości Chiesa in Valmalenco (muldy, konkurencje równoległe i skoki akrobatyczne) oraz szwajcarskich Leysin (Halfpipe, Big Air i slopestyle) i Veysonnaz (skicross i snowcross).

## Wyniki narciarstwa dowolnego

### Mężczyźni
| Konkurencja        | Data     | Złoto            | Pkt.             | Srebro          | Pkt.            | Brąz             | Pkt.             |
| Halfpipe           | 8 marca  | Gustav Legnavsky | Gustav Legnavsky | Matthew Labaugh | Matthew Labaugh | Ben Fethke       | Ben Fethke       |
| Big Air            | 10 marca | Troy Podmilsak   | Troy Podmilsak   | Luca Harrington | Luca Harrington | Leo Landrø       | Leo Landrø       |
| Slopestyle         | 13 marca | Troy Podmilsak   | Troy Podmilsak   | Matthew Labaugh | Matthew Labaugh | Axel Burmansson  | Axel Burmansson  |
| Skoki akrobatyczne | 26 marca | Victor Primeau   | 109,20           | Quinn Dehlinger | 102,57          | Émile Nadeau     | 96,72            |
| Jazda po muldach   | 25 marca | Cole McDonald    | 73,99            | Enea Buzzi      | 73,82           | Filip Gravenfors | 72,37            |
| Muldy podwójne     | 28 marca | Nick Page        | Nick Page        | Emil Holmgren   | Emil Holmgren   | Filip Gravenfors | Filip Gravenfors |
| Skicross           | 30 marca | Lucas Ruichard   | Lucas Ruichard   | Sebastian Veit  | Sebastian Veit  | Fredrik Nilsson  | Fredrik Nilsson  |

### Kobiety
| Konkurencja        | Data     | Złoto              | Pkt.               | Srebro             | Pkt.             | Brąz                | Pkt.                |
| Halfpipe           | 8 marca  | Kim Daeun          | Kim Daeun          | Kathryn Gray       | Kathryn Gray     | Piper Arnold        | Piper Arnold        |
| Big Air            | 10 marca | Brynn Johnston     | Brynn Johnston     | Kathryn Gray       | Kathryn Gray     | Jade Michaud        | Jade Michaud        |
| Slopestyle         | 13 marca | Ruby Andrews       | Ruby Andrews       | Jade Michaud       | Jade Michaud     | Kathryn Gray        | Kathryn Gray        |
| Skoki akrobatyczne | 26 marca | Flavie Aumond      | 86,62              | Kaila Kuhn         | 82,84            | Alexandra Bär       | 62,37               |
| Jazda po muldach   | 25 marca | Elizabeth Lemley   | 77,74              | Anastasija Gorodko | 77,14            | Alli Macuga         | 70,56               |
| Muldy podwójne     | 28 marca | Anastasija Gorodko | Anastasija Gorodko | Elizabeth Lemley   | Elizabeth Lemley | Alli Macuga         | Alli Macuga         |
| Skicross           | 30 marca | Sonja Gigler       | Sonja Gigler       | Linnea Mobärg      | Linnea Mobärg    | Christina Födermayr | Christina Födermayr |

### Mieszane
| Konkurencja                  | Data     | Złoto                                                            | Pkt.                                               | Srebro                                                | Pkt.                                           | Brąz                                                           | Pkt.                                           |
| Skoki akrobatyczne drużynowo | 27 marca | Stany Zjednoczone 1 Kaila Kuhn · Connor Curran · Quinn Dehlinger | 268,87                                             | Kanada 1 Flavie Aumond · Miha Fontaine · Émile Nadeau | 259,36                                         | Kanada 2 Rosalie Gagnon · Victor Primeau · Pierre-Olivier Côté | 250,11                                         |
| Muldy podwójne drużynowo     | 27 marca | Stany Zjednoczone 2 Alli Macuga · Jackson Crockett               | Stany Zjednoczone 2 Alli Macuga · Jackson Crockett | Kazachstan Anastasija Gorodko · Fiodor Bugakow        | Kazachstan Anastasija Gorodko · Fiodor Bugakow | Stany Zjednoczone 1 Kasey Hogg · Cole McDonald                 | Stany Zjednoczone 1 Kasey Hogg · Cole McDonald |

## Wyniki snowboardu

### Mężczyźni
| Konkurencja       | Data       | Złoto            | Pkt.             | Srebro                 | Pkt.                   | Brąz                | Pkt.                |
| Halfpipe          | 8 marca    | Lee Chaeun       | Lee Chaeun       | Shuichiro Shigeno      | Shuichiro Shigeno      | Jonas Hasler        | Jonas Hasler        |
| Big Air           | 10 marca   | Eric Dovjak      | Eric Dovjak      | Taiga Hasegawa         | Taiga Hasegawa         | Lee Chaeun          | Lee Chaeun          |
| Slopestyle        | 13 marca   | Cameron Spalding | Cameron Spalding | Campbell Melville Ives | Campbell Melville Ives | Fynn Bullock-Womble | Fynn Bullock-Womble |
| Snowcross         | 31 marca   | Leon Ulbricht    | Leon Ulbricht    | Niccolò Colturi        | Niccolò Colturi        | Niels Condrat       | Niels Condrat       |
| Gigant równoległy | 31 marca   | Ben Heldman      | Ben Heldman      | Max Kühnhauser         | Max Kühnhauser         | Ma Junho            | Ma Junho            |
| Slalom równoległy | 1 kwietnia | Ben Heldman      | Ben Heldman      | Fabian Lantschner      | Fabian Lantschner      | Terweł Zamfirow     | Terweł Zamfirow     |

### Kobiety
| Konkurencja       | Data       | Złoto         | Pkt.          | Srebro               | Pkt.                 | Brąz                  | Pkt.                  |
| Halfpipe          | 8 marca    | Choi Gaon     | Choi Gaon     | Bea Kim              | Bea Kim              | Brooke Dhondt         | Brooke Dhondt         |
| Big Air           | 10 marca   | Mia Brookes   | Mia Brookes   | Chihiro Edamatsu     | Chihiro Edamatsu     | Melissa Peperkamp     | Melissa Peperkamp     |
| Slopestyle        | 13 marca   | Yura Murase   | Yura Murase   | Mia Brookes          | Mia Brookes          | Chihiro Edamatsu      | Chihiro Edamatsu      |
| Snowcross         | 31 marca   | Zoé Colombier | Zoé Colombier | Brianna Schnorrbusch | Brianna Schnorrbusch | Anna Valentin         | Anna Valentin         |
| Gigant równoległy | 31 marca   | Tsubaki Miki  | Tsubaki Miki  | Jang Seo-hee         | Jang Seo-hee         | Flurina Neva Baetschi | Flurina Neva Baetschi |
| Slalom równoległy | 1 kwietnia | Tsubaki Miki  | Tsubaki Miki  | Iris Pflum           | Iris Pflum           | Pia Schöffmann        | Pia Schöffmann        |

### Mieszane
| Konkurencja                 | Data       | Złoto                                  | Srebro                                  | Brąz                                     |
| Drużynowy slalom równoległy | 2 kwietnia | Japonia Shikoh Sugimoto · Tsubaki Miki | Włochy 1 Fabian Lantschner · Elisa Fava | Niemcy 1 Max Kühnhauser · Salome Jansing |

## Tabela medalowa
| #   | Reprezentacja     | Złoto | Srebro | Brąz | Razem |
| --- | ----------------- | ----- | ------ | ---- | ----- |
| 1.  | Stany Zjednoczone | 7     | 10     | 7    | 24    |
| 2.  | Kanada            | 6     | 1      | 3    | 10    |
| 3.  | Japonia           | 4     | 3      | 1    | 8     |
| 4.  | Korea Południowa  | 3     | 1      | 2    | 6     |
| 5.  | Nowa Zelandia     | 2     | 2      | 0    | 4     |
| 6.  | Austria           | 2     | 0      | 2    | 4     |
| 7.  | Niemcy            | 1     | 2      | 2    | 5     |
| 8.  | Szwajcaria        | 1     | 1      | 3    | 5     |
| 9.  | Kazachstan        | 1     | 2      | 0    | 3     |
| 10. | Francja           | 1     | 1      | 2    | 4     |
| 11. | Wielka Brytania   | 1     | 1      | 0    | 2     |
| 12. | Włochy            | 0     | 3      | 0    | 3     |
| 13. | Szwecja           | 0     | 2      | 4    | 6     |
| 14. | Bułgaria          | 0     | 0      | 1    | 1     |
| 14. | Holandia          | 0     | 0      | 1    | 1     |
| 14. | Norwegia          | 0     | 0      | 1    | 1     |